# 太伯村
太伯村（たいはくそん）は、岡山県邑久郡にあった村。現在の岡山市東区の一部にあたる。

## 地理
邑久丘陵の南麓に位置していた。
- 河川：吉井川[2]
- 山岳：高雄山[2]

## 歴史
- 1889年（明治22年）6月1日、町村制の施行により、邑久郡乙子村、神崎村、邑久郷村が合併して村制施行し、太伯村が発足[1][2]。旧村名を継承した乙子、神崎、邑久郷の3大字を編成[2]。
- 1953年（昭和28年）2月1日、上道郡古都村・西大寺町・可知村・光政村・津田村・九蟠村・金田村、邑久郡豊村・幸島村・邑久町（一部）と合併し、市制施行し西大寺市を新設して廃止された[1][2]。

### 地名の由来
古代に大伯国と称され、大伯が太伯とされたものか。

## 産業
- 農業[2]